# Shantel
Stefan Hantel (født 2. marts 1968 i Mannheim). Hans kunstner navn er Shantel. Han er DJ og musikproducer. Han har udgivet plader siden 1994. Genren er traditionel balkan med en elektronisk bund. Nogle af hans mest populære numre er Disko Partizani og Bucovina.

## Diskografi
- Club guerilla (1995)
- Oh so lovely (1998)
- Greatdelay (2001)
- Bucovina Club Volume 2 (2005)
- Disko Partizani (2007)
- Planet Paprika (2009)